# Јарковци
Јарковци су насеље у Србији у општини Инђија у Сремском округу у Војводини. Према попису из 2022. било је 579 становника. Налази се на надморској висини од 128 метара.

## Географија
Поред села је направљено вештачко језеро које се протеже паралелно са селом. Језеро је богато рибом и служи риболовцима током целе сезоне.
Пошто је последњих неколико година измењена структура сетве на оближњим њивама и самим тим умањена потрошња воде, ниво језера непрестално расте. Најнижи делови села се налазе на 115 метара надморске висине, а језеро је на 100 метара, и због дубине сеоских бунара од преко 20 метара, често долази до мешања воде из језера са водом у бунарима а тиме и до загађења воде за пиће.

## Историја
Место је познато још и по дворцу славног феудалца Петра Пејачевића, једног од браће који су некада давно владали Сремом. Данас се просторије дворца користе за потребе одељења Предшколске установе „Бошко Буха” као и комбинованог одељења до четвртог разреда ОШ „Душан Јерковић“.

## Демографија
У насељу Јарковци живи 465 пунолетних становника, а просечна старост становништва износи 38,3 година (37,8 код мушкараца и 38,8 код жена). У насељу има 176 домаћинстава, а просечан број чланова по домаћинству је 3,43.
Ово насеље је скоро у потпуности насељено Србима (према попису из 2002. године),
а од доласка избеглица 1990-их место је удвостручило број становника, са око 300 на нешто више од 600.
|  |

| Демографија | Демографија | Демографија |
| Година      | Становника  | Становника  |
| ----------- | ----------- | ----------- |
| 1948.       | 404         |             |
| 1953.       | 554         |             |
| 1961.       | 456         |             |
| 1971.       | 364         |             |
| 1981.       | 364         |             |
| 1991.       | 318         | 310         |
| 2002.       | 604         | 618         |

| Етнички састав према попису из 2002.‍ | Етнички састав према попису из 2002.‍ | Етнички састав према попису из 2002.‍ | Етнички састав према попису из 2002.‍ | Етнички састав према попису из 2002.‍ |
| ------------------------------------ | ------------------------------------ | ------------------------------------ | ------------------------------------ | ------------------------------------ |
|                                      |                                      |                                      |                                      |                                      |
| Срби                                 | Срби                                 |                                      | 591                                  | 97,84%                               |
| Југословени                          | Југословени                          |                                      | 5                                    | 0,82%                                |
| Мађари                               | Мађари                               |                                      | 2                                    | 0,33%                                |
| Црногорци                            | Црногорци                            |                                      | 1                                    | 0,16%                                |
| Хрвати                               | Хрвати                               |                                      | 1                                    | 0,16%                                |
| непознато                            | непознато                            |                                      | 3                                    | 0,49%                                |

| Година пописа     | 1948. | 1953. | 1961. | 1971. | 1981. | 1991. | 2002. |
| ----------------- | ----- | ----- | ----- | ----- | ----- | ----- | ----- |
| Број домаћинстава | 86    | 134   | 117   | 111   | 138   | 110   | 176   |

| Број чланова      | 1  | 2  | 3  | 4  | 5  | 6  | 7 | 8 | 9 | 10 и више | Просек |
| ----------------- | -- | -- | -- | -- | -- | -- | - | - | - | --------- | ------ |
| Број домаћинстава | 27 | 27 | 37 | 41 | 22 | 16 | 6 | 0 | 0 | 0         | 3,43   |

| Пол    | Укупно | Неожењен/Неудата | Ожењен/Удата | Удовац/Удовица | Разведен/Разведена | Непознато |
| ------ | ------ | ---------------- | ------------ | -------------- | ------------------ | --------- |
| Мушки  | 253    | 81               | 153          | 12             | 7                  | 0         |
| Женски | 241    | 42               | 151          | 39             | 8                  | 1         |
| УКУПНО | 494    | 123              | 304          | 51             | 15                 | 1         |

| Пол    | Укупно                    | Пољопривреда, лов и шумарство | Рибарство                            | Вађење руде и камена | Прерађивачка индустрија       |
| ------ | ------------------------- | ----------------------------- | ------------------------------------ | -------------------- | ----------------------------- |
| Мушки  | 110                       | 46                            | 0                                    | 0                    | 30                            |
| Женски | 52                        | 23                            | 0                                    | 0                    | 14                            |
| УКУПНО | 162                       | 69                            | 0                                    | 0                    | 44                            |
| Пол    | Производња и снабдевање   | Грађевинарство                | Трговина                             | Хотели и ресторани   | Саобраћај, складиштење и везе |
| Мушки  | 0                         | 5                             | 7                                    | 1                    | 2                             |
| Женски | 0                         | 0                             | 4                                    | 1                    | 0                             |
| УКУПНО | 0                         | 5                             | 11                                   | 2                    | 2                             |
| Пол    | Финансијско посредовање   | Некретнине                    | Државна управа и одбрана             | Образовање           | Здравствени и социјални рад   |
| Мушки  | 0                         | 1                             | 1                                    | 0                    | 0                             |
| Женски | 0                         | 2                             | 1                                    | 4                    | 2                             |
| УКУПНО | 0                         | 3                             | 2                                    | 4                    | 2                             |
| Пол    | Остале услужне активности | Приватна домаћинства          | Екстериторијалне организације и тела | Непознато            | Непознато                     |
| Мушки  | 0                         | 0                             | 0                                    | 17                   | 17                            |
| Женски | 0                         | 0                             | 0                                    | 1                    | 1                             |
| УКУПНО | 0                         | 0                             | 0                                    | 18                   | 18                            |

## Галерија
- Залазак сунца у Јарковцима
- Улица
- Улица
- Билборд
- Пошта